# 兵動秀治
兵動 秀治（ひょうどう ひではる、1979年8月10日 - ）は、佐賀県出身の元競輪選手、元プロ野球選手（内野手）。競輪選手としては、日本競輪学校（当時。以下、競輪学校）第97期生。現役時代は日本競輪選手会広島支部所属、ホームバンクは広島競輪場。師匠は齋藤勝（53期）。

## 来歴・人物
小学校から野球を始め、中学時代には陸上競技の400m走と走り幅跳びでそれぞれ佐賀県7位、3位になった事がある。佐賀商高では2年夏の佐賀大会でベスト8に進み、3年夏は第79回全国選手権大会に出場。本大会では光星学院との1回戦で逆転満塁本塁打を含む6打点を挙げている。高校通算44本塁打を記録し、走攻守三拍子揃った大型内野手として1997年度ドラフト会議にて広島東洋カープから2位指名を受け、担当スカウトは村上孝雄で、契約金と年俸それぞれ8,000万円、600万円（いずれも推定）で入団契約を結んでいる。

### プロ野球選手時代
1998年は春季キャンプの紅白戦で満塁本塁打を放ち、首脳陣の注目を集める。同年は2軍選手で唯一全試合出場を果たした。1999年は正田耕三引退後の二塁手レギュラー候補として期待され、背番号4番を受け継ぐ。開幕1軍入りが有力視されたが、春季キャンプで右肘を痛めて2月17日に関節遊離体の除去手術を受け、全治2ヶ月と診断された。エディ・ディアス、木村拓也、笘篠賢治、東出輝裕らとの二塁争いから出遅れてしまう。5月11日にスタメンデビューを果たした東出に続き、翌日に2番セカンドで初スタメンを飾る。その後監督の達川光男は兵動と東出をセカンドで交互に起用するも、機動力復活を掲げるため東出をセカンドに定着させ、結果的に二塁手争いに敗れた。
2000年は春季キャンプでインフルエンザにかかり出遅れ、江藤智のFA移籍をきっかけに野村謙二郎を三塁に回し二塁手は木村拓に任せるという布陣が続き、自身はほぼ二軍で過ごす。2001年は春季キャンプで監督賞をもらうも、4月の練習中に顔面を怪我する。1軍に定着できず、2軍と行ったり来たりの生活が続く。
2002年は6月19日の対阪神戦で同点の8回裏に代打起用され、二塁打で勝利打点を挙げてチームの連敗を止める活躍をした。しかしその後のスタメン起用は1度もなくシーズンを終える。二軍の成績では、入団当時にコーチの正田に教わったバットを短く持つ打法を変え、長打路線に徹し松本奉文の10本塁打に次ぐ8本塁打を記録するも打率は.227と伸び悩む。10月に行われたコスモスリーグでは本塁打を含むサイクルヒットなどの活躍をするも、シーズン終了後に背番号は4から58となった。2003年は2軍でも主に代打起用となる。前年の長打路線から一転し、打率に重点を置き自己最多の.292と入団最高打率を記録するも、ウエスタン・リーグの優勝球団決定戦に出場した翌日に自由契約となる。
2004年から2005年にかけては働きながら単身渡米し、アメリカのトライアウトや三星ライオンズのキャンプに参加し、プロ野球への復帰を模索する。2006年、クラブチームの佐賀魂にコーチ兼内野手に就任。また、週に1回広島市にあるトレーニングクラブ アスリートで野球教室を開いていた。

### 競輪選手時代
競輪学校の年齢制限上限撤廃もあり、佐賀商高の野球部の一つ上の先輩で、競輪選手である池田浩士に誘われ転向を決意。同校97期を受験し2008年7月に合格が発表された。在校時代の競走成績は55位（1着1回、2着5回、3着6回、着外61回）。
2009年11月1日付で、日本競輪選手会広島支部所属の競輪選手として登録された。2010年1月2日、広島競輪場で行われた「新春開運レース」でデビューしたが、9人中最下位だった。初勝利は同年2月12日の熊本競輪場、初優勝は同年12月8日玉野競輪場で挙げる。
2025年6月26日、選手登録消除。通算戦績は、1334戦199勝、優勝5回。競輪選手としてのラストレースは、同年6月19日の富山FII初日第3レース（チ予選）7着（2日目以降途中欠場）。

## 詳細情報

### 年度別打撃成績
| 年 度     | 球 団     | 試 合 | 打 席 | 打 数 | 得 点 | 安 打 | 二 塁 打 | 三 塁 打 | 本 塁 打 | 塁 打 | 打 点 | 盗 塁 | 盗 塁 死 | 犠 打 | 犠 飛 | 四 球 | 敬 遠 | 死 球 | 三 振 | 併 殺 打 | 打 率 | 出 塁 率 | 長 打 率 | O P S |
| --------- | --------- | ----- | ----- | ----- | ----- | ----- | -------- | -------- | -------- | ----- | ----- | ----- | -------- | ----- | ----- | ----- | ----- | ----- | ----- | -------- | ----- | -------- | -------- | ----- |
| 1999      | 広島      | 21    | 24    | 21    | 5     | 3     | 1        | 0        | 0        | 4     | 1     | 0     | 0        | 2     | 0     | 1     | 0     | 0     | 9     | 1        | .143  | .182     | .190     | .372  |
| 2000      | 広島      | 1     | 2     | 2     | 0     | 0     | 0        | 0        | 0        | 0     | 0     | 0     | 0        | 0     | 0     | 0     | 0     | 0     | 0     | 0        | .000  | .000     | .000     | .000  |
| 2001      | 広島      | 10    | 5     | 5     | 2     | 0     | 0        | 0        | 0        | 0     | 0     | 0     | 0        | 0     | 0     | 0     | 0     | 0     | 3     | 0        | .000  | .000     | .000     | .000  |
| 2002      | 広島      | 14    | 9     | 9     | 2     | 1     | 1        | 0        | 0        | 2     | 1     | 0     | 0        | 0     | 0     | 0     | 0     | 0     | 2     | 1        | .111  | .111     | .222     | .333  |
| 通算：4年 | 通算：4年 | 46    | 40    | 37    | 9     | 4     | 2        | 0        | 0        | 6     | 2     | 0     | 0        | 2     | 0     | 1     | 0     | 0     | 14    | 2        | .108  | .132     | .162     | .294  |

### 記録
- 初出場：1999年5月5日、対ヤクルトスワローズ6回戦（明治神宮野球場）、5回表にネイサン・ミンチーの代打で出場
- 初打席：同上、5回表にジェイソン・ハッカミーの前に空振り三振
- 初先発出場：1999年5月12日、対読売ジャイアンツ7回戦（広島市民球場）、2番・二塁手で先発出場
- 初安打・初打点：同上、3回裏に木村龍治から左前適時打

### 背番号
- 46（1998年）
- 4（1999年 - 2002年）
- 58（2003年）